# Харис Алексиу
Ха̀рис Алексѝу (на гръцки: Χάρις Αλεξίου), сценичен псевдоним на Харѝклия Рупа̀ка (Χαρίκλεια Ρουπάκα), е гръцка певица. Има много характерен гърлен глас. Появява се на гръцката музикална сцена в началото на 70-те години на 20 век.
Алексиу има записани над 30 албума и участва в албуми на други певци.